# Comuna Sfințești, Teleorman
Sfințești este o comună în județul Teleorman, Muntenia, România, formată numai din satul de reședință cu același nume.

## Demografie
Componența etnică a comunei Sfințești
     Români (82,79%)
     Alte etnii (0,42%)
     Necunoscută (16,79%)
Componența confesională a comunei Sfințești
     Ortodocși (81,84%)
     Alte religii (0,95%)
     Necunoscută (17,21%)
Conform recensământului efectuat în 2021, populația comunei Sfințești se ridică la 947 de locuitori, în scădere față de recensământul anterior din 2011, când fuseseră înregistrați 1.153 de locuitori. Majoritatea locuitorilor sunt români (82,79%), iar pentru 16,79% nu se cunoaște apartenența etnică. Din punct de vedere confesional, majoritatea locuitorilor sunt ortodocși (81,84%), iar pentru 17,21% nu se cunoaște apartenența confesională.

## Istorie
La sfârșitul secolului al XIX-lea, comuna făcea parte din plasa Târgului al județului Teleorman și era alcătuită din cătunele Sfințești și Răteasca, cu o populație de 980 de locuitori. În comună funcționa o școală mixtă și o biserică.
Anuarul Socec din 1925 consemnează comuna în plasa Roșiorii de Vede a aceluiași județ și cu o populație de 2087 de locuitori (în satele Sfințești, Răteasca și Sârbi-Sfințești).
În anul 1950, comuna a trecut în administrația raionului Roșiorii de Vede al regiunii Teleorman, raion care, doi ani mai târziu, a fost inclus în regiunea București.
În anul 1968, comuna a trecut la județul Teleorman, în actuala structură, iar satele Răteasca și Sârbi-Sfințești au fost desființate și au fost contopite cu satul Sfințești.

## Politică și administrație
Comuna Sfințești este administrată de un primar și un consiliu local compus din 9 consilieri. Primarul, Marian-Anișor Ceaușu[*], de la Partidul Social Democrat, este în funcție din octombrie 2020. Începând cu alegerile locale din 2024, consiliul local are următoarea componență pe partide politice:
|  | Partid                    | Consilieri | Componența Consiliului | Componența Consiliului | Componența Consiliului | Componența Consiliului | Componența Consiliului | Componența Consiliului |
|  | ------------------------- | ---------- | ---------------------- | ---------------------- | ---------------------- | ---------------------- | ---------------------- | ---------------------- |
|  | Partidul Social Democrat  | 6          |                        |                        |                        |                        |                        |                        |
|  | Partidul Național Liberal | 3          |                        |                        |                        |                        |                        |                        |